# ノベルズ〜ゲームセンターあらしR〜
『ノベルズ〜ゲームセンターあらしR〜』は、1999年5月4日にヴィジットから発売されたプレイステーション用サウンドノベル。

## 概要
『イーブルネット』、『ジャスティス』、『野望のお笑い王国』、『毎日がスプラッタ』、『ゲームセンターあらしR』という、5つのシナリオが入ったオムニバスタイプのサウンドノベル。5つのシナリオはジャンルも登場人物も全て異なっており、説明書では「新しい形のサウンドノベル」と唄われている。
どのシナリオにも複数のエンディングが用意されており、各エンディングを見るごとに一定のポイント（点数）が加算される。ポイントの合計が一定値以上になると、「○○点突破」といった一枚絵が表示される。一度見たエンディングをもう一度見た場合は、ポイントは加算されない。また、「ゲームセンターあらしR」のシナリオのみ、他のシナリオで一定のポイントを集めなければ読むことはできない。
なお、当時ヴィジットは自社製のサウンドノベルソフトを「ハイパーノベル」というシリーズ名で世に出していたが、本作はそのシリーズではない。パッケージにも「サウンドノベル」と表記されている。
非売品のカードが3枚付属する限定版も存在する。

## ゲーム内容
イーブルネット（EVIL NET）
ジャンルはホラー。グラフィックは全てCGで、同社のノベルゲーム『最終電車』（1998年）同様、人物はシルエットで表現されている（男性は青、女性はピンクのシルエット）。シナリオは石田一が担当。入手できるポイントは、合計で26000点。
ジャスティス（JUSTICE THE SPACE STORY）
ジャンルはSFとなっているが、実際は推理ものの要素が強い。グラフィックはイーブルネット同様全てCGで、人物も同じくシルエット。入手できるポイントは合計で32000点と、全シナリオ中最高。
野望のお笑い王国
ジャンルはコメディ。グラフィックは基本的に実写で、一部はCG。「劇団暇だけどステキ」、「劇団未来探偵社」という、2つの大阪の劇団が出演している。なおスタッフロールでは「お笑い野望の王国」と誤表記されている。入手できるポイントは、合計で14000点。
毎日がスプラッタ
ジャンルはファンタジーとなっているが、ストーリーは現実系。グラフィックはイラストと実写。イラストの原画は大迫純一が担当している。使用されているBGMは非常に少ない。入手できるポイントは、合計で10000点。なおタイトルは、シナリオ選択画面では「まいにちがすぷらった!」と表記されており、この点は裁判で問題点の1つとなった（後述）。スタッフロールでは「毎日がすぷらった」と表記されている。
ゲームセンターあらしR
1980年前後に大ヒットした漫画『ゲームセンターあらし』（1979年 - 1983年）の後日談として書き下ろされたシナリオ（正式な続編ではない。説明書では「外伝」と表記されている）。他の4本のシナリオ全てで最低1000ポイントずつ入手し、なおかつ合計ポイントを20000以上にしないと、読むことはできない。クリア後、スタッフロールが流れる。入手できるポイントは、合計で18000点。

## ストーリー
イーブルネット（EVIL NET）
ゲーム会社「ヴィヴィット」。発売間近に迫った新作ソフト「魔王召喚ゲーム」を完成させるべく、徹夜で働くスタッフ達。しかし突然、事件は起こった。次々と殺害され、何者かに操られるゾンビと化すスタッフ達。同社でアルバイトをしていた青年・アキラは、状況の打開を試みる。
ジャスティス（JUSTICE THE SPACE STORY）
スペースコロニー開発に先駆け、民間人が宇宙空間で日常生活を行えるかどうかを実験する「TJ28計画」が実行された。被験者に選ばれ、宇宙船に乗り込んだ建築技師・シンジョウ。だがその船には、乗員を殺害してすり替わった異生物が潜入していた。偶然銃を手にすることになったシンジョウは、船と自分自身を救うため、完璧な行動・知識・判断力を持った「正義=JUSTICE」となる事を求められる。
野望のお笑い王国
ここは大阪。卒業を控えた大学生・西岡耕作は、荒野であるこの世の頂点に立つため、お笑いの道に進むことを決意する。TVに出演してやがて府知事となり、最後は総理大臣となって日本を支配する。
毎日がスプラッタ
大学生になっても魔法使いになることを夢見ている少女・マイ。ある日、彼女は親とはぐれた蝙蝠の子供を発見する。見捨ててはおけず自宅に連れ帰る彼女だった。

## 登場人物

### イーブルネット（EVIL NET）
長峰明（ながみね あきら）
主人公。東京の美術大学の2年生、19歳。ゲーム会社「ヴィヴィット」で、ザコキャラクターデザインのアルバイトをしていた。腕力もコンピュータの知識もまったくないらしい。早紀とは「アキラ」「サキ」と気軽に呼び合っており、それなりの仲だと自分では思っている。
久保早紀（くぼ さき）
ヒロイン。アキラと同じ大学の1年生で、18歳。やはりヴィヴィットでアルバイトをしていた。タンクトップにジーンズの短パン、サンダル履きと、およそ職場に相応しくない服装だが、似合っているので誰からも文句は言われないらしい。
山瀬（やませ）
ヴィヴィットの社員で、28歳の男性。若手のまとめ役を務める気の良いCGデザイナー。髭面で太目。ゲームの最終ボスである魔王をデザインし、ある本に載っていた呪文らしきものをコンピュータに入力した。

### ジャスティス（JUSTICE THE SPACE STORY）
シンジョウ
主人公。なりたての建築技師。容貌も運動能力も大学時代の成績もいたって人並みで、被験者に当選した自分自身を「実験にうってつけの間抜けなモルモット」と自嘲していた。ふとしたことから異生物の存在を知らされた彼は、銃「グレネード・ブラスター」を与えられ、異生物の化けている人間を見抜いて倒さなければならないという使命を背負わされる。完全な「正義」であらねばならない重さに苦しみながらも、彼は異生物を打ち倒していく。
ユキ
ヒロイン。被験者の中では最年少の女子大生で、大学では生物学の研究室に所属していた。船員達の慌しい動きを見て不安がり、歳の近いシンジョウを頼ってきたことで彼と親しくなる。一見気弱そうだが、芯はしっかりとしており、観察力にも優れている。
セガワ
実験船「TJ28-VII」の副船長を務める長身の男で、本業は軍人 （階級は不明だが、軍曹よりは上）。不慮の死を遂げた船長のガドウに替わり、船の総指揮者となる。常に冷静で厳格な性格だが、被験者達にはそっけなく接する。

### 野望のお笑い王国
西岡耕作（にしおか こうさく）
主人公。22歳。大阪の二流大学に通う4年生。新聞の長者番付を見て人気芸能人の納税額を知り、お笑い芸人になろうと決意する。行動力だけはあるが世間知らずの常識知らずで、ナレーターからも「アホや！」と突っ込まれるほど。
岡本ショウコ（おかもと-）
化粧品メーカーに勤務する女性で、2年前から耕作と付き合っている。高校時代は陸上部員だったらしい。
小松新司（こまつ しんじ）
ショウコの同僚で、彼女の自宅に書類を受け取りに来た際に耕作と知り合い、見込まれて漫才の相方となる。気のいい太目の男性。

### 毎日がスプラッタ
藤峰マイ（ふじみね-）
主人公。大学の国文科1年生で、SF研究会所属。中学の頃からオカルトにどっぷりと漬かっており、大学生になった今でも魔女になって人助けをしたいと願っている。特技はルーン文字の読み書き。引っ込み思案だがアウトドア派でキャンプ好き。海外出張中のおじ夫妻の高級マンションで1人暮らしをさせてもらっている。これまで動物を飼ったことはなかったが、カピの面倒を見るうちに、次第にカピの「母親」として成長していく。
カピ
マイが下宿先の駐輪場で拾った蝙蝠の子供。鳴き声が「カピカピ」と聞こえたことから、カピと名付けられた。マイはカピが成長して、自分の使い魔になってくれることを願っていた。
ルミ
マイの親友。大学のクラスメイトで、同じくSF研究会所属。実家は漢方薬局。
上川コウタ（うえかわ-）
マイのクラスメイト。生物部所属。マイがカピを拾ったことでルミに相談した際に紹介され、マイと交流を持つようになる。人当たりがよく面倒見も良いが、生物を育てるということに関しては厳しい考えを持っている。

## スタッフ
- プロデューサー：加藤誠
- ディレクター：赤城幸村
- プログラム：藤原宏行
- 音楽：R氏
- セールスプロモーション：島村玄忠
- パッケージデザイン：柳元有紀
- スペシャルサンクス：株式会社大発産業、北山しお、小谷和豊

ゲームセンターあらしR
- シナリオ、原画：すがやみつる
- CG：光間鍋高
- ムービー：党務麗駄

EVIL NET
- シナリオ：石田一
- コンテ：赤城幸村、小坂高光
- CG：日利健

JUSTICE
- シナリオ：犬飼六岐
- コンテ：赤城幸村
- CG：柳元有紀
- ムービー：鶴橋金鉄

野望のお笑い王国
- 原作：金沢俊英
- シナリオ、撮影、演出：赤城幸村
- AD：小谷和豊、北村龍一
- CG：赤城幸村、柳元有紀

毎日がすぷらった
- シナリオ：北山しお
- コンテ、原画：大迫純一
- CG：MOTONORA

## キャスト
野望のお笑い王国
- いつき隆李
- 沢口泰司
- 早野輝美
- 飯島和敏（劇団 暇だけどステキ）
- 寒川雅彦
- 小山建築（劇団 暇だけどステキ）
- 御所路（劇団 暇だけどステキ）
- はせともこ（劇団 暇だけどステキ）
- 榎谷敦世（劇団 暇だけどステキ）
- 井上キホー
- 森本佳敬
- チヒロ（劇団 暇だけどステキ）
- 谷口弘晃（劇団 暇だけどステキ）
- 北村龍一
- 秋月一彦
- 山本学
- 矢野和之
- 金典寿
- このみ
- 坂口弥生
- ラザニア
- 濱岡純也
- 中本顕人
- 宮本博美
- 佐藤一志
- 梶山圭一朗
- 西峯久寿
- 渡辺愛
- 西岡楽
- 花田進
- 大高伸吾
- 加藤誠
- 金沢俊英
- 堀川進（劇団 未来探偵社）
- 小谷和豊

## 評価
- ゲーム誌『ファミ通』の「クロスレビュー」では、7・5・5・4の合計21点（満40点）となっており[3][1]、レビュアーからの肯定的な意見としては、「一見寄せ集めっぽいけれど、意地でもすがや氏オリジナルストーリーが読みたくなるので見事にやられた感じ」、「各話クリアーごとに、そのエンディングの点数が表示されるのは新鮮」、「オムニバス形式のサウンドノベルというのはアリ」などと評されているが、否定的な意見としては、「『あらし』目当てだともどかしい」、「選択肢ひとつでバッドエンドを迎える展開は、わかりやすい反面、古さを感じた」、「条件を満たさないと表題タイトルの『あらし』が遊べないという作りはいやらしすぎる。『あらし』以外の4本のシナリオはどれも凡作といった印象で、肝心要の『あらし』もただの懐かしクイズといった有り様」などと評されている[3]。

- ゲーム本『超クソゲー2』では、クソゲーランク度で2点（5点満点）とし、「（野望のお笑い王国に関して）このシナリオの面白さに、いい意味で『あらしR』のことを忘れていました」と評している[2]。

## 備考
「まいにちがすぷらった!」事件
ソフト発売の翌年である2000年、「毎日がスプラッタ」のシナリオライターが、ゲーム化の際にシナリオの内容を無断で一部変更されたこと・タイトルの表記を変えられたことなどを理由に開発元のビリケンソフトを訴えた。この事は慰謝料請求事件の著作権判例のひとつとなっている。